# Valentin Moldavsky
Valentin Igorevich Moldavsky (en ruso: Валенти́н И́горевич Молда́вский; 6 de febrero de 1992) es un practicante de combat sambo y artista marcial mixto ruso que actualmente compite en la categoría de peso pesado de Bellator MMA y Professional Fighters League, donde fue el Campeón Interino de Peso Pesado de Bellator MMA. También es un dos veces campeón mundial y europeo en Sambo en la división de +100 kg. Desde el 14 de marzo de 2022, está en la posición #2 del ranking de peso pesado de Bellator.

## Primeros años
Moldavsky nació el 6 de febrero de 1992 en el pueblo de Novopskov en el Óblast de Lugansk. Estaba inscrito en la Universidad Estatal de Asuntos Internos de Luhansk, trabajando como líder de pelotón.

## Sambo
En 2018, Moldavsky ganó los Campeonatos Europeos de Sambo en Atenas, Grecia y los Campeonatos Mundiales de Sambo en Bucarest, Rumania en la categoría de +100 kg.
También ganó el Campeonato nacional ruso de 2020, lo que le permitió calificar a los Campeonatos Mundiales de Sambo de 2020 en Serbia. Ganó el Campeonato Mundial en la categoría de +100 kg.

## Carrera de artes marciales mixtas

### Carrera temprana
Luego de estar invicto en peleas amateurs, Moldavsky tuvo su primera pelea profesional contra el armenio Karen Karapetyan en Omsk el 21 de febrero de 2015, derrotándolo con un armlock. Luego de ello, Moldavsky comenzó a entrenar bajo la tutela de Fedor Emelianenko, uniéndose al Team Fedor.

### Rizin Fighting Federation
En 2016, Moldavsky entró al Grand Prix de Peso Abierto de Rizin. En la primera ronda en septiembre de 2016, derrotó a Karl Albrektsson por decisión unánime para avanzar a los cuartos de final. En los cuartos de final el 29 de diciembre de 2016, derrotó a Szymon Bajor por decisión unánime. Dos días después, sufrió la primera derrota de su carrera ante el iraní Amir Aliakbari por decisión dividida.

### Bellator MMA
Moldavsky debutó en Bellator MMA en Bellator 181 el 14 de julio de 2017, derrotando a Carl Seumanutafa por decisión unánime.
Moldavsky hizo su segunda aparición en la aparición el 14 de julio de 2018, noqueando a Ernest James en el segundo asalto en Bellator 202.
Moldavsky regresó a la promoción en marzo de 2019 en Bellator 218, donde derrotó a Linton Vassell por decisión unánime.
Moldavsky enfrentó a Javy Ayala en Bellator 239 el 21 de febrero de 2020. Moldavsky ganó la pelea por decisión unánime.
En la pelea más importante hasta ese momento, Moldavsky enfrentó a Roy Nelson en Bellator 244 el 21 de agosto de 2020. Ganó la pelea por decisión unánime.
Mientras el campeón de peso pesado Ryan Bader participaba en el Grand Prix de Peso Semipesado de Bellator, Moldavsky enfrentó a Timothy Johnson por el Campeonato Interino de Peso Pesado de Bellator en Bellator 261 el 25 de junio de 2021. Ganó la pelea y el título por decisión unánime.
Moldavsky enfrentó al Campeón Ryan Bader para unificar los títulos de peso pesado el 29 de enero de 2022 en Bellator 273. Perdió la pelea por una controversial decisión unánime. 7 de 11 medios especializados le dieron la pelea a Moldavsky.
Moldavsky enfrentó a Steve Mowry en Bellator 284 el 12 de agosto de 2022. En menos de un minuto de la pelea, Moldavsky accidentalmente realizó un piquete al ojo de Mowry, dejándolo incapaz de continuar, resultando en un sin resultado.
Moldavsky enfrentó a Linton Vassell en una revancha el 10 de marzo de 2023, en Bellator 292. Perdió la pelea por nocaut en el primer asalto.
Moldavsky enfrentó a Steve Mowry en una revancha el 11 de agosto de 2023, en Bellator 298. Ganó la pelea por decisión unánime.

### Professional Fighters League

#### Temporada 2024
Moldavsky enfrentó a Ante Delija el 4 de abril de 2024, en PFL 1. Ganó la pelea por TKO en el primer asalto.
Moldavsky enfrentó a Linton Vassell el 13 de junio de 2024, en PFL 4. Ganó la pelea por decisión dividida, avanzando a las semifinales del torneo.

## Campeonatos y logros
- Bellator MMA
  - Campeonato Interino de Peso Pesado de Bellator (Una vez)
- Rizin Fighting Federation
  - Semifinalista del Grand Prix de Peso Abierto de Rizin de 2016

## Récord en artes marciales mixtas
| Récord profesional | Récord profesional | Récord profesional |
| 18 peleas          | 14 victorias       | 3 derrotas         |
| ------------------ | ------------------ | ------------------ |
| Nocaut             | 2                  | 1                  |
| Sumisión           | 3                  | 0                  |
| Decisión           | 9                  | 2                  |
| Sin resultado      | 1                  | 1                  |

| Resultado     | Récord   | Oponente         | Método                                       | Evento                                             | Fecha                    | Ronda | Tiempo | Localización                | Notas                                                              |
| ------------- | -------- | ---------------- | -------------------------------------------- | -------------------------------------------------- | ------------------------ | ----- | ------ | --------------------------- | ------------------------------------------------------------------ |
| Victoria      | 14–3 (1) | Linton Vassell   | Decisión (dividida)                          | PFL 4                                              | 13 de junio de 2024      | 3     | 5:00   | Uncasville, Connecticut     |                                                                    |
| Victoria      | 13–3 (1) | Ante Delija      | TKO (rodillazos y golpes)                    | PFL 1                                              | 4 de abril de 2024       | 1     | 2:17   | San Antonio, Texas          |                                                                    |
| Victoria      | 12–3 (1) | Steve Mowry      | Decisión (unánime)                           | Bellator 298                                       | 11 de agosto de 2023     | 3     | 5:00   | Sioux Falls, Dakota del Sur |                                                                    |
| Derrota       | 11–3 (1) | Linton Vassell   | TKO (golpes y codazos)                       | Bellator 292                                       | 10 de marzo de 2023      | 1     | 3:03   | San José, California        |                                                                    |
| Sin Resultado | 11–2 (1) | Steve Mowry      | Sin Resultado (piquete en el ojo accidental) | Bellator 284                                       | 12 de agosto de 2022     | 1     | 0:54   | Sioux Falls, Dakota del Sur | Un piquete en el ojo accidental dejó a Mowry incapaz de continuar. |
| Derrota       | 11–2     | Ryan Bader       | Decisión (unánime)                           | Bellator 273                                       | 29 de enero de 2022      | 3     | 5:00   | Phoenix, Arizona            | Por el Campeonato Mundial de Peso Pesado de Bellator.              |
| Victoria      | 11–1     | Timothy Johnson  | Decisión (unánime)                           | Bellator 261                                       | 25 de junio de 2021      | 3     | 5:00   | Uncasville, Connecticut     | Ganó el Campeonato Interino de Peso Pesado de Bellator.            |
| Victoria      | 10–1     | Roy Nelson       | Decisión (unánime)                           | Bellator 244                                       | 21 de agosto de 2020     | 3     | 5:00   | Uncasville, Connecticut     |                                                                    |
| Victoria      | 9–1      | Javy Ayala       | Decisión (unánime)                           | Bellator 239                                       | 21 de febrero de 2020    | 3     | 5:00   | Thackerville, Oklahoma      |                                                                    |
| Victoria      | 8–1      | Linton Vassell   | Decisión (unánime)                           | Bellator 218                                       | 22 de marzo de 2019      | 3     | 5:00   | Thackerville, Oklahoma      |                                                                    |
| Victoria      | 7–1      | Ernest James     | TKO (golpes)                                 | Bellator 202                                       | 13 de julio de 2018      | 2     | 4:02   | Thackerville, Oklahoma      |                                                                    |
| Victoria      | 6–1      | Carl Seumanutafa | Decisión (unánime)                           | Bellator 181                                       | 14 de julio de 2017      | 3     | 5:00   | Thackerville, Oklahoma      |                                                                    |
| Derrota       | 5–1      | Amir Aliakbari   | Decisión (dividida)                          | Rizin World Grand Prix 2016: Final Round           | 31 de septiembre de 2016 | 2     | 5:00   | Saitama                     | Semifinales del Grand Prix de Peso Abierto de Rizin de 2016.       |
| Victoria      | 5–0      | Szymon Bajor     | Decisión (unánime)                           | Rizin World Grand Prix 2016: 2nd Round             | 29 de diciembre de 2016  | 2     | 5:00   | Saitama                     | Cuartos de final del Grand Prix de Peso Abierto de Rizin de 2016.  |
| Victoria      | 4–0      | Karl Albrektsson | Decisión (unánime)                           | Rizin World Grand Prix 2016: 1st Round             | 25 de septiembre de 2016 | 2     | 5:00   | Saitama                     | Primer Round del Grand Prix de Peso Abierto de Rizin de 2016.      |
| Victoria      | 3–0      | Daniel Doerrer   | Sumisión (guillotine choke)                  | Fight Nights Global 50: Fedor vs. Maldonado        | 17 de junio de 2016      | 1     | 0:47   | San Petersburgo             |                                                                    |
| Victoria      | 2–0      | Yuta Uchida      | Sumisión (rear-naked choke)                  | Rizin World Grand Prix 2015: Part 1 - Saraba       | 29 de diciembre de 2015  | 1     | 2:20   | Saitama                     | Pelea de reserva del Grand Prix de Peso Pesado de Rizin de 2015.   |
| Victoria      | 1–0      | Karen Karapetyan | Sumisión (armbar)                            | Professional Combat Sambo: Eurasian Economic Union | 21 de febrero de 2015    | 1     | 1:26   | Omsk                        |                                                                    |